# 宮中野古墳群
宮中野古墳群（きゅうちゅうのこふんぐん）は茨城県鹿嶋市大字宮中（きゅうちゅう）にある4世紀末から7世紀前半の古墳群。北浦に面した台地にあって、茨城県内最大級の規模をもつ。

## 概要
宮中野古墳群は、現在前方後円墳19基、帆立貝式古墳2基、方墳3基、円墳103基で総数127基が数えられていて（ただし幾つかは消滅）、北浦対岸の潮来市にある大生古墳群を越える規模である。このうち夫婦塚古墳は、2つの陪塚とともに鹿嶋市指定の史跡である。
現在の霞ヶ浦・北浦と利根川沿いの低地部分は、かつて香取海と呼ばれた内海で、沿岸には宮中野・大生古墳群以外にも多くの古墳（群）が築かれていた。これらの古墳は、この地の首長が、香取海を通る船に対してその権威を誇るために築造したとされている。
古墳群内には古墳時代中期のムラもあり、2015年（平成27年）には竪穴建物55棟などが発掘された。

## 主な古墳
- お伊勢山古墳（23号墳）：前方後円墳。全長96メートル。4世紀[5]。
- 夫婦塚古墳（73号墳）：前方後円墳。全長107.5メートル。6世紀中頃-後半頃。
- 大塚古墳（114号墳）：帆立貝式古墳。全長92メートル。7世紀前半。別名・勅使塚古墳、宮中野大塚古墳[6][7]。

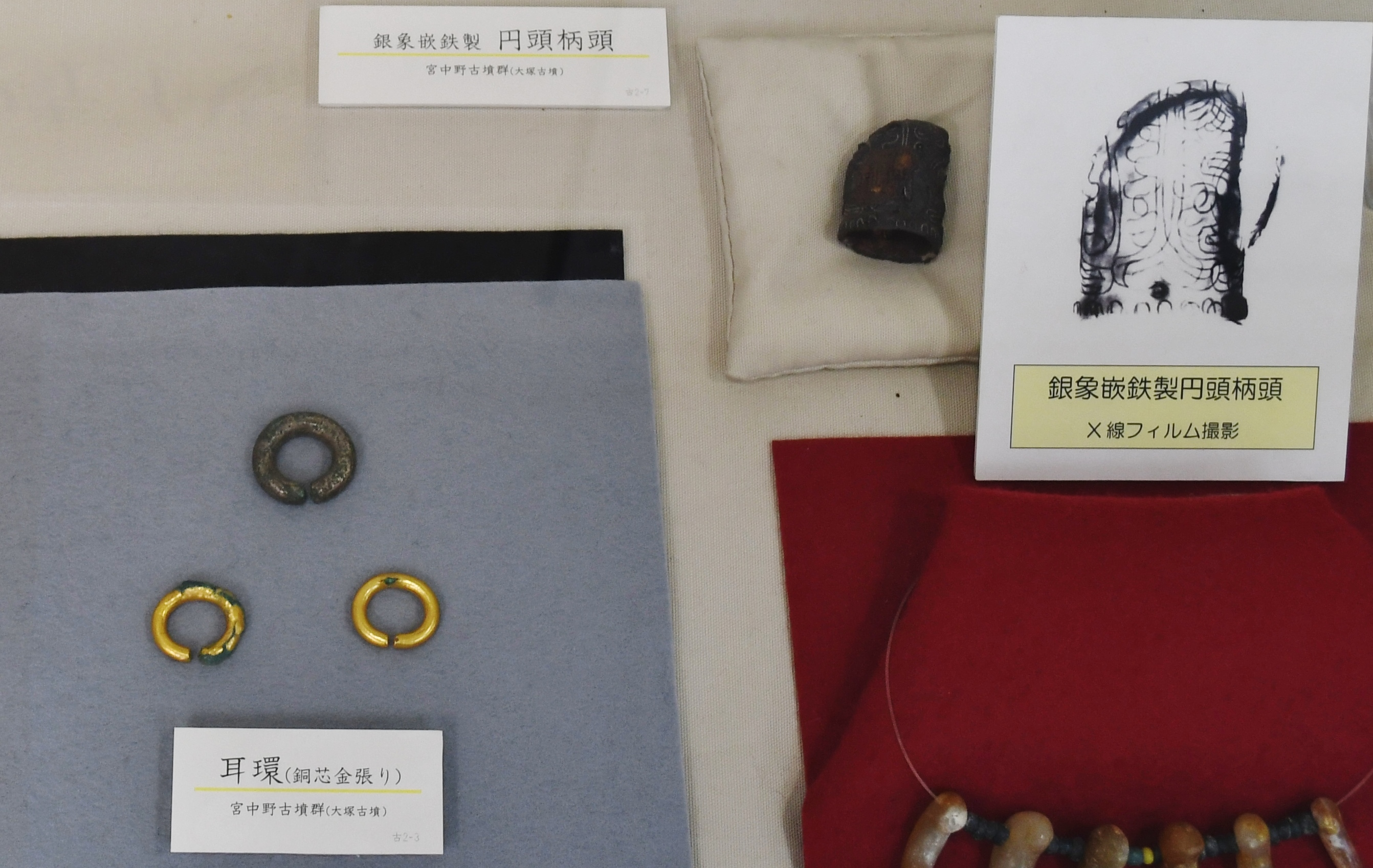
大塚古墳出土品 鹿嶋市どきどきセンター展示。

## 参考サイト
- 宮中野古墳群 - 鹿嶋市教育委員会・鹿嶋デジタル博物館
- かしまのざくざく！埋蔵文化財 - 公益財団法人鹿嶋市文化スポーツ振興事業団

## 参考図書
- 公益財団法人鹿嶋市文化スポーツ振興事業団『図説鹿嶋の歴史（原始・古代編）』2006年3月31日
- 草野潤平「茨城県鹿嶋市宮中野大塚古墳の性格-終末期古墳の築造と石室破壊行為の背景-」『文学部・文学研究科学術研究発表会論集』第2009巻、明治大学文学部・文学研究科、2010年3月、37-45頁、NAID 120005257894。
- 公益財団法人茨城県教育財団『宮中野古墳群・発掘調査遺跡現地説明会資料』2015年8月1日